# Park Kyoung-doo
Park Kyoung-doo (în coreeană 박경두; n. 3 august 1984, Seul, Coreea de Sud) este un scrimer sud-coreean specializat pe spadă, vicecampion mondial la individual în 2014 și vicecampion mondial pe echipe în 2014 și în 2015.
A participat la Jocurile Olimpice de vară din 2012, unde a fost învins în turul întâi de kazahul Ruslan Kudaev.

## Legături externe
- en Park Kyoung-doo la Olympedia.org